# Кајмарини (Пезаро и Урбино)
Кајмарини је насеље у Италији у округу Пезаро и Урбино, региону Марке.
Према процени из 2011. у насељу је живело 17 становника. Насеље се налази на надморској висини од 592 м.